# Zeche Rudolph (Essen)
Die Zeche Rudolph war ein ehemaliges Steinkohlenbergwerk in Essen-Kettwig-Oefte. Das Bergwerk hat eine über 130-jährige Geschichte. Das Bergwerk wurde während seiner Betriebszeit mehrmals stillgelegt und wieder in Betrieb genommen. Das Bergwerk ist aus einer Konsolidation von zwei bisher eigenständigen Bergwerken entstanden.

## Geschichte

### Der frühe Bergbau
Bereits vor dem Jahr 1830 wurde oberhalb der Stollensohle im Stollenbau Steinkohle gewonnen. Das Stollenmundloch befand sich im Bereich der Ruhr in der Nähe des heutigen Haus Oefte. Etwa um das Jahr 1831 wurde ein Schacht für die Förderung der abgebauten Kohlen genutzt. Im Laufe des gleichen Jahres wurde das Bergwerk in Fristen gelegt. Am 27. März konsolidierte die Zeche Rudolph mit der Zeche Catharina Wilhelmina zur Zeche Vereinigte Rudolph. Die Berechtsame umfasste nun drei Geviertfelder. Im Jahr 1872 wurde das Bergwerk wieder in Betrieb genommen. Zu diesem Zeitpunkt war die Lagerstätte oberhalb der Stollensohle bereits abgebaut. Es wurde begonnen, einen tonnlägigen Schacht abzuteufen. Im Jahr 1875 erreichte der Schacht eine Teufe von 50 Metern. In dieser Teufe befand sich die Bausohle. Im Jahr 1878 wurde das Bergwerk erneut stillgelegt. Im Jahr 1886 planten die Gewerken, einen neuen Tiefbau zu errichten. Da nicht genügend Kapital zusammengebracht werden konnte, wurde der Plan nicht umgesetzt. Im Jahr 1893 wurde ein neuer Stollenbetrieb in Betrieb genommen, jedoch wurden keine Kohlen abgebaut. Im darauffolgenden Jahr wurde das Bergwerk erneut stillgelegt. Gegen Ende des Jahres 1898 wurde das Bergwerk wieder in Betrieb genommen. In diesem Jahr wurden zwei Bergleute beschäftigt.
Im Jahr 1899 wurde mit dem Übergang zum Tiefbau begonnen. Hierfür wurde am südlichen Ufer der Ruhr mit den Teufarbeiten für einen Schacht begonnen. Der Schacht erhielt den Namen Schacht Wilhelm. Der Schacht wurde in Heidhausen westlich der heutigen Straße Zum Timpen angesetzt. Die Berechtsame umfasste zu diesem Zeitpunkt vier Geviertfelder. Die Belegschaftsstärke war mittlerweile auf 46 Beschäftigte angewachsen. Im Jahr 1900 wurden auf der 90-Meter-Sohle zwei Querschläge aufgefahren. Ein Querschlag wurde 300 Meter in nördlicher Richtung, der andere 300 Meter in südlicher Richtung aufgefahren. Im selben Jahr wurden die Teufarbeiten wieder aufgenommen und der Schacht wurde tiefer geteuft. Bei einer Teufe von 100 Metern wurde die Sutan-Störung angefahren. Am 9. Januar des darauffolgenden Jahres meldeten die Bergwerksbesitzer Konkurs an, das Bergwerk wurde stillgelegt. In den Jahren 1925 und 1926 wurde noch einmal Stollenbau betrieben. Der Stollen befand sich 100 Meter entfernt vom Scheuner Hof. Dieser Stollenbau blieb jedoch erfolglos.

### Erneute Inbetriebnahme
Im Jahr 1948 wurde das Bergwerk unter dem Namen Zeche Rudolf wieder in Betrieb genommen. Das Bergwerk wurde zunächst als Kleinzeche an der Laupendahler Straße betrieben. Besitzer dieser Kleinzeche war zuerst M. Knab. Die Berechtsame umfasste zu diesem Zeitpunkt vier Geviertfelder. Im Januar des darauffolgenden Jahres wurde der Betrieb wieder eingestellt. Am 9. April des 1951 übernahm ein Herr Albrecht das Bergwerk, später übernahm die Rudolph GmbH das Bergwerk. Zeitgleich mit dem Besitzerwechsel wurde das Bergwerk wieder in Betrieb genommen. Im Jahr 1953 wurde das Bergwerk umbenannt in Zeche Rudolph. Im Jahr 1957 hatte das Bergwerk bereits drei Wetterschächte und einen Förderschacht. Die Fördersohle befand sich in einer Teufe von 60 Metern. Am 20. Mai des Jahres 1966 wurde die Zeche Rudolph stillgelegt.

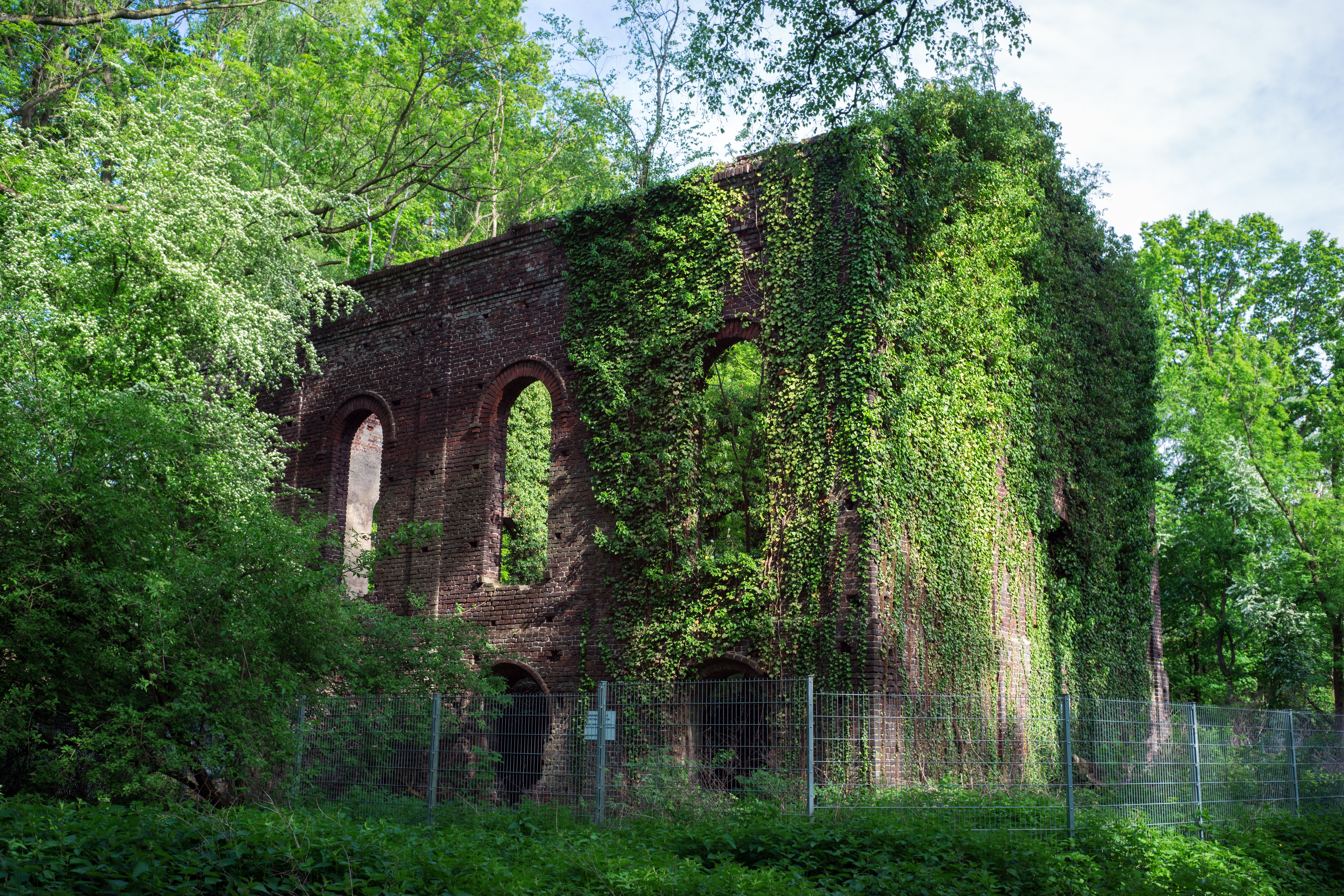
Das ehemalige Maschinenhaus der Zeche Rudolph

#### Förderung und Belegschaft
Im Jahr 1951 wurde mit 66 Beschäftigten eine Förderung von rund 5000 Tonnen Steinkohle erbracht. 1955 wurde eine Förderung von 38.139 Tonnen Steinkohle erbracht, die Belegschaftsstärke betrug in diesem Jahr 82 Beschäftigte. Die maximale Förderung des Bergwerks wurde im Jahr 1957 erbracht. Mit 107 Beschäftigten wurde eine Förderung von 49.296 Tonnen Steinkohle erzielt. Im Jahr 1960 wurde mit 112 Beschäftigten 30.445 Tonnen Steinkohle gefördert. Die letzten bekannten Förder- und Belegschaftszahlen des Bergwerks stammen aus dem Jahr 1965. In diesem Jahr wurden mit 87 Beschäftigten 32.314 Tonnen Steinkohle gefördert.